# Messaria

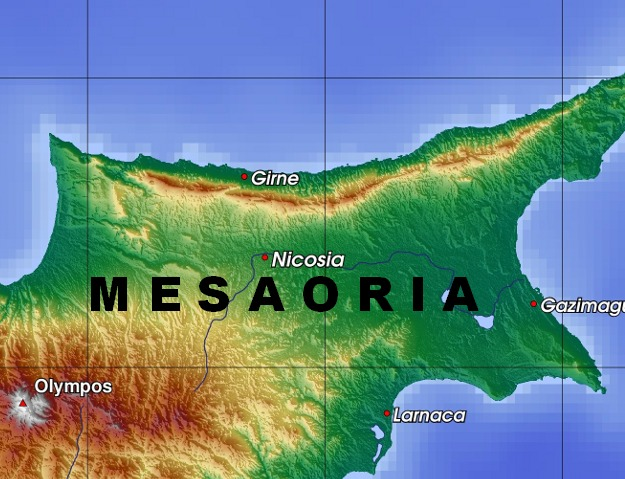
La Messaria ("Mesaoria" in Greco)

La Messaria (in greco Μεσαορία?, Mesaoria, in turco: Mesarya) è una vasta e fertile pianura alluvionale situata nella parte settentrionale dell'isola di Cipro (in gran parte sul territorio dell'autoproclamata Repubblica Turca di Cipro del Nord). Si estende dalla Baia di Morfou a ovest fino alla baia di Famagosta a est. La pianura è delimitata dalla catena montuosa di Kyrenia o Pentadactylos a nord e dai monti del Troodos a sud. Questa posizione tra le montagne le dà il nome: in greco Μεσαορία significa "tra i monti", da mesa (mezzo) e ori (montagne).
Essa è bagnata dal fiume Pedieos, sulle rive del quale si trova la capitale dell'isola, Nicosia. Coltivata a grano, patate, agrumi e ortaggi, la Messaria è anche il cuore agricolo di Cipro.

## Geografia
La Messaria è il nome dato all'ampio tratto di pianura che si estende sull'isola dalla baia di Famagosta a est a quella di Morphou a ovest, con una lunghezza di 96 km e una larghezza che varia da 16 a 32 km. Essa è delimitata a sud dalle montagne del Troodos e a nord dalla catena montuosa di Kyrenia (Pentadaktylos). Ha una superficie di circa 1000 km². Si eleva sino a un'altitudine di 325 m, con un'elevazione media di circa 100 m. Ci sono diversi fiumi e altri corsi d'acqua che attraversano questa pianura, ma nessuno di essi ha acque perenni.
I torrenti che la attraversano hanno regime invernale, scendono dalla catena meridionale e raggiungono il mare dopo averla attraversata. Il Pedieos e lo lalias (Yialias, Idalias) perdono la maggior parte delle loro acque di piena nelle paludi di Salamina, vicino alla baia di Famagosta. Il Pedias nasce vicino a Machaira e passa vicino a Nicosia. Esso scorreva attraverso la città prima di essere deviato dai Veneziani. Il Lalias nasce molto vicino alla sorgente del Pedias, passa attraverso Nisou, Dali (l'antica Idalion) e Pyroi, e attraversa la Messaria in una direzione più o meno parallela al Pedias. Un torrente più piccolo ma più costante è il Cares (Clarios), che scorre dalle pendici del Troodos e sfocia in mare nella baia di Morfou.
Le pianure alluvionali al centro dell'isola sono per la maggior parte il prodotto di successive precipitazioni e inondazioni che hanno portato giù dalle montagne immense quantità di detriti leggeri che sono stati sparsi sulle terre più basse. Ciò è avvenuto principalmente per opera della mano dell'uomo, nel tentativo  di colmare le paludi, metodo praticato da tempo immemorabile. Questo ha portato al generale innalzamento della superficie terrestre e, incidentalmente, alla bonifica naturale di molti ettari di terra nelle parti più basse della Messaria, che una volta erano rami del mare.
In greco la parola "Mesaoria" (a volte scritto "Mesarya"), significa "tra le montagne". Per la maggior parte, la Messaria è una pianura piatta e spoglia, con pochi alberi tranne quelli piantati come frangivento. È il cuore agricolo di Cipro, ma dipende completamente dalle piogge invernali e dall'irrigazione per la sua acqua, il che limita la produzione. È anche la regione più popolata dell'isola, con decine di villaggi e molte delle città più grandi, compresa la capitale Nicosia.
A causa della deforestazione, gran parte della Messaria è coperta di "Kafkalla", che è un termine locale che si riferisce al carbonato di calcio che è stato compattato in uno strato compatto di argilla. Le uniche piante che crescono bene su questa superficie sono rapidamente mangiate dagli animali da pascolo, il che ha notevolmente aggravato l'erosione del suolo.
La pianura, che ha un clima subtropicale semi-arido, può essere molto calda in estate, con massime diurne che non scendono sotto i 40 °C. Le precipitazioni in pianura sono notevolmente inferiori a quelle delle montagne, ma negli ultimi anni sono state costruite numerose dighe e sistemi di irrigazione per catturare il deflusso idrico dalle montagne.

## Storia
Venti milioni di anni fa Cipro era in realtà formata da due isole, che oggi sono diventate le catene montuose di Kyrenia e del Troodos. Circa un milione di anni fa emerse la pianura di Messaria, dando origine all'attuale isola di Cipro. In vari momenti, i livelli mutevoli del mar Mediterraneo hanno coperto ed esposto la pianura; essa nella sua forma attuale risale alla fine del Pleistocene.
I primi tentativi di coltivazione della pianura risalgono al neolitico. In epoca classica tutto il centro dell'isola era coperto da fitte foreste. La maggior parte di queste furono abbattute a metà del I secolo a.C. per fornire legno alla marina tolemaica. Inoltre, molto legno venne raccolto per fornire energia all'estrazione del rame. Tuttavia, nel tardo sedicesimo secolo la pianura ospitava ancora significative zone forestali. Oggi, le uniche aree forestali rimaste sono sulle montagne circostanti, in particolare la catena del Troodos.
Come evidenziato da un documento papale del 1196,  dal XII secolo la regione orientale della Messaria era punteggiata da una fitta rete di villaggi. A quel tempo la pianura era la prima regione agricola dell'isola.
Una singola linea ferroviaria di 2 piedi e 6 pollici di scartamento fu costruita per tutta la lunghezza della pianura, da Famagosta a Nicosia (36 miglia) e poi a Karavostasi, sulla baia di Morphou (altre 34 miglia). I lavori furono iniziati nel 1904 e Nicosia (la capitale) fu collegata il 21 ottobre 1905. La linea fu chiusa nel 1951.